# 奇瓦美洲鱥
奇瓦美洲鱥（學名：Notropis chihuahua），為輻鰭魚綱鯉形目雅羅魚科的其中一種，分布於北美洲美國德克薩斯州及墨西哥北部的格蘭德河流域，本魚呈長橢圓形且側扁，眼大、口近下位，繁殖中的雄魚會長出結節，但在非繁殖的雄魚則不太明顯，體色為黃色，腹部銀白色，背部、鰓蓋、眼下方區域及鼻子兩側有大的黑色斑點，背鰭、尾鰭和胸鰭為黃色，背部有暗色條紋，體長可達8公分，棲息在沙石底質的溪流及水塘，生活習性不明。